# Trichogramma sathon
Trichogramma sathon är en stekelart som beskrevs av Pinto 1999. Trichogramma sathon ingår i släktet Trichogramma och familjen hårstrimsteklar. Inga underarter finns listade i Catalogue of Life.